# (9097) Davidschlag
(9097) Davidschlag (1996 AU1) – planetoida z grupy pasa głównego asteroid okrążająca Słońce w ciągu 5,61 lat w średniej odległości 3,16 au. Odkryta 14 stycznia 1996 roku.